# タルトゥース海軍補給処
タルトゥース海軍補給処とは、シリアの都市タルトゥースの港の北端にある第720物的技術保障拠点（ロシア語: 720-й пункт материально-технического обеспечения ВМФ России）を中心としたロシア海軍の施設の通称。タルトゥース海軍基地と呼ばれることも多いが、ロシアの公式使用法では、補給施設（ロシア語：Пункт материально-технического обеспечения、ПМТО）（海上自衛隊でいう補給処に相当）として分類し、「基地」として分類されていない。

## 概要
タルトゥースはロシア海軍で唯一の地中海の修理と補充のスポットであり、同施設の存在により地中海まで出港したロシアの軍艦がトルコ海峡を経由して黒海の基地に戻らず任務や訓練を継続する事が可能となる。なお、2002年にカムラン湾の海軍施設から撤収して以降は、ロシア海軍で唯一の海外施設である。
タルトゥースの施設は現在、4つの中型船を収容可能であるが、北防波堤内にある100mの浮桟橋が両方とも稼働している場合に限られ、フリゲート艦や駆逐艦などの現在のロシア海軍の主要な軍艦を収容することはできないとされるが、少なくとも理論的には、これら艦船の限られた垂直補充作戦をサポートすることは可能と考えられる。

## 歴史
タルトゥースの海軍施設は冷戦中に1971年に締結されたソビエトとシリアの合意に従って設立された。これはソビエト海軍の地中海第5作戦艦隊を支援することを目的としており、米国の第6艦隊 (アメリカ軍)の本部に対抗することを目的としていた。
1970年代初頭、同様の補給処がエジプト、エチオピア（エリトリア）、ベトナムなどにあったが、エジプトがイスラエル及び西側との関係改善に舵を切ったことで、1977年、エジプトのアレクサンドリアとマルサ・マトルーフに所在する支援基地が閉鎖され、船と財産はタルトゥースに移された。
1984年、タルトゥースの補給処は第720物的技術保障拠点としてアップグレードされた。
1991年12月にソビエト連邦崩壊に伴い、黒海艦隊およびロシア海軍の規模が縮小し、タルトゥースの施設や人員も削減されたが、以後もロシア海軍の駐留は続けられた。

## アサド政権下での法的地位
2017年1月18日、ロシアとシリアは、ロシアがタルトゥースの海軍施設を49年間無料で拡張および使用し、基地の主権管轄権を享受することに合意した。条約はロシアがタルトゥースに核搭載船を含む11の艦艇を維持することを許可している。また、施設のロシアの人員と物資に対するシリアの管轄からの特権と完全な免責を規定している。
2019年4月、ロシアの高官はシリア政府と会談したと報告されている。ロシアのユーリ・ボリソフ副首相は、「ロシア企業による使用」のためにロシアがタルトゥース港を借りることに関する契約がまもなく締結される予定であると述べたと伝えられている。
現在東地中海に黒海艦隊隷下のロシア海軍地中海常設作戦部隊が派遣されており、その補給拠点となっている。

## アサド政権崩壊後の去就
2024年11月末から12月上旬にかけてシリア国内の反政府勢力が巻き返しを図り複数の都市が陥落（2024年シリア反政府勢力の攻勢）、同年12月8日にアサド政権が崩壊した（アサド政権の崩壊）。反政府勢力はタルトゥース海軍補給処への攻撃は行わなかったものの、今後のタルトゥース海軍補給処およびフメイミム空軍基地の処遇・去就は不透明となっている。